# Acantholespesia comstocki
Acantholespesia comstocki là một loài ruồi trong họ Tachinidae.